# ラーガマ
ラーガマ（英語: Ragama, シンハラ語: රාගම, タミル語: ரா௧ம）は、スリランカ西部州ガンパハ県に位置する地域。最大都市コロンボの郊外に位置する。

## 歴史
1874年7月にコロンボ港の防波堤建設のために石材を輸送するため、ラーガマから鉄道ブレークウォーター線が開業した。
1901年1月8日、イギリス戦争省がボーア戦争の捕虜収容キャンプをラーガマに建設した。ここに収容されたのは主に反体制派の人々で、戦争協力を拒んだ人々であった。
また、移民労働者である苦力の居住区でもあった。彼らはコロンボに降り立ったのち鉄道でラーガマに送られ、セイロン中の茶畑へ送られる間ここで収容された。1904年に南インドから移ってきた苦力の数は76,963人であったが、翌年には13万2,690人に増えた。

## 交通
ラーガマからはA3ハイウェイにアクセスすることができる。
また、ラーガマ駅でメインラインからプッタラムラインが分岐する。

## 教育
ケラニヤ大学医学部がラーガマキャンパスに立地している。

## 医療・福祉
1,442床を有する国内2番目の規模を誇るコロンボ・ノース大学病院がラーガマに位置する。同病院にはカンダーナ地区病院、リハビリ病院、看護学校が併設されている。また、ケラニヤ大学医学部と提携しており、国内で唯一肝臓移植が可能な病院である。
また、国立ハンセン病病院、ラーガマリハビリテーション病院などがある。